# Madouma
Madouma est un village du Cameroun situé dans la région de l’Est, le département du Haut-Nyong et l'arrondissement (commune) d'Abong-Mbang, sur la route qui relie cette localité à Lomié, au carrefour vers l'ancienne léproserie de Kwoamb.

## Population
En 1966-1967, Madouma comptait 506 habitants, principalement des Maka Mpompong, un sous-groupe des Maka. Lors du recensement de 2005, on y dénombrait 1 062 habitants.